# Амнуэль, Павел Рафаэлович
Павел (Песах) Рафаэлович (Рафаилович) Амнуэль (род. 20 февраля 1944, Баку) — советский и израильский астрофизик, писатель-фантаст, популяризатор науки.
Кандидат физико-математических наук (1972).

## Биография
В 1967 году окончил физический факультет Азербайджанского государственного университета и в течение 23 лет работал в лаборатории физики звёздных атмосфер — сначала в Шемахинской астрофизической обсерватории, а с 1979 года — в Институте физики в Баку.
Кандидат физико-математических наук («Некоторые возможности наблюдения нейтронных звезд», 1972), опубликовал более 70 научных работ и пять книг по специальности. Первая научно-фантастическая публикация — рассказ «Икария Альфа» в журнале «Техника — молодёжи» (1959, стр. 30—32). В 1990 году эмигрировал в Израиль. Живёт в Бейт-Шеане.
Несмотря на то, что первая научно-фантастическая книга — сборник «Сегодня, завтра и всегда» — увидела свет только в 1984 году, её автор уже без малого четверть века считался одним из ведущих мастеров «твёрдой» (естественнонаучной) фантастики, последователем и соратником Генриха Альтова. Как правило, герои произведений Амнуэля — люди творческие, смело штурмующие неразрешимые научные проблемы. Таков Ноэль Бельчер из рассказа «Третья сторона медали» (1968 — в соавторстве с Романом Леонидовым), художник, обнаруживший на Марсе послания далёкой цивилизации; таков Игорь Астахов, герой рассказа «Странник» (1975) и повести «Крутизна» (1975), учитель и учёный, создавший науку об ошибках — эрратологию, ставший всемогущим и ушедший «пешком» к звёздам; таковы «вариаторы» из рассказа «Иду по трассе» (1973) — люди с изменённым генетическим механизмом, способные жить в неземных условиях, — и их создатели. Основной сюжет рассказа «Преодоление» (1981) — установление контакта с обитателями далёкой нейтронной звезды — соединён с рассуждениями о проблемах гениальности, экологии космоса, об исследовании научных проблем с помощью приёмов фантазирования. В рассказе «Звено в цепи» (1981) находят и учатся общаться друг с другом совершенно разные существа: межгалактическое газовое облако, мыслящее поле тяжести и земной человек; в этой цепочке разумов отсутствует звено: четвёртая, отличная от всех, цивилизация самоуничтожилась. Проблема ответственности каждого за всех наиболее ярко и отчетливо высвечена в одном из лучших рассказов Амнуэля и всей советской научной фантастики 1980-х годов — «Через двадцать миллиардов лет после конца света» (1984), где проведено прямое соответствие между существованием жизни на Земле и Вселенной в целом; в рассказе органично соединены два сюжетных плана: политическое противостояние сверхдержав в настоящем, чреватое ядерной войной, и воспоминания некогда «разумной Вселенной», обитатели которой успели истребить и её, и себя, дав начало разбеганию галактик. Теме контакта, необходимости жертвовать чем-то для достижения понимания, посвящена и повесть «Сегодня, завтра и всегда» (1984), также объединяющая совершенно различные формы разума.
Советский период в творчестве Амнуэля завершился публикацией повестей «Взрыв» (1986), «Бомба замедленного действия» (1990) и «Высшая мера» (1990). Герой повести «Взрыв», гениальный американский ученый-биолог, открывает средство против рака и вместе с этим приобретает качества сверхчеловека; столкновение героя (ставшего также своего рода мессией, несущим человечеству новые идеи) с политиками и военными, встревоженными появлением идеалиста-сверхчеловека, составляет острый сюжет повести. Идея повести «Бомба замедленного действия»: человечество является для Вселенной своеобразной «бомбой замедленного действия», которая однажды «сработает» и спасёт мироздание от гибели.
В течение израильского периода Амнуэль опубликовал в периодической печати несколько сотен научно-фантастических рассказов, составивших циклы «Что будет, то и будет» (2002) и «Странные приключения Ионы Шекета» (2005; аллюзия на Ийона Тихого, ивр. ше́кет‎ — тишина), а также НФ романы «Люди Кода» (1997, 2006, 2008), «Тривселенная» (2000, 2004), «Дорога на Элинор» (2008). Научно-фантастическая проблематика этих романов и большинства рассказов — место и роль человека в системе мироздания, ответственность человека перед собой и миром, в котором он живёт, влияние человека и человечества на процессы, происходящие во Вселенной.
В детективно-фантастических повестях «Шесть картин» (2004), «Удар гильотины» (2004), «Полёт сокола» (2003), «Что там, за дверью?» (2005), «Маленький клоун с оранжевым носом» (2006) и др., Амнуэль популяризирует малоизвестные читателю идеи многомирия и предлагает новые НФ идеи, описывающие жизнь человека и человечества во Вселенной, состоящей из множества миров.
Кроме того, автор реалистического детективного романа «Чисто научное убийство» (2002), цикла детективных повестей об израильском адвокате Амосе Лапиде и цикла детективных новелл «Расследования Бориса Берковича» (в книге «Салат из креветок с убийством», 2008).
Также автор ряда работ по истории НФ и развитию творческого воображения («Звёздные корабли воображения», 1988), совместно с Генрихом Альтовым им разработана шкала «Фантазия-2» для оценки новизны, убедительности, человековедческой и художественной ценности НФ идей (1986).
С 2008 года является главным редактором литературного журнала «Млечный Путь», а с 2010 года — также редактором международного журнала РБЖ Азимут.
Эксперт программы «Всенаука».
Лауреат премии имени И.А. Ефремова Союза писателей России и Совета по фантастической и приключенческой литературе (2009) в номинации "За выдающийся вклад в развитие отечественной фантастической литературы" - как писатель-фантаст, исследователь и пропагандист отечественной научной фантастики.
- Беляевская премия (2021)[4]

### Научные  труды
- Некоторые возможности наблюдения нейтронных звезд: диссертация ... кандидата физико-математических наук : 01.00.00. — Баку, 1971. — 188 с.
- Рентгеновское излучение и аккреция вещества / О. Х. Гусейнов, П. Р. Амнуэль; АН АзССР. Шемахинская астрофизическая обсерватория. Баку: Отдел научно-технической информации и патента, 1972. — 46 с.
- Развитие творческого воображения. Методические указания к практикуму по ТРИЗ / сост.: В. А. Михайлов, П. Р. Амнуэль. Чебоксары, 1980. — 98 с.
- Далёкие маяки Вселенной: к 40-летию открытия пульсаров / П. Р. Амнуэль. — Фрязино: Век 2, 2007. — 284 с.
- P. R. Amnuel, O. H. Guseinov, Yu. Rakhamimov. Second Catalogue of X-ray Sources. Springer Netherlands & Dordrecht, Holland: D. Reidel Publishing, 1982. — 108 pp.[5]

### До 1990 года
- Бомба замедленного действия
- Взрыв
- Все законы Вселенной (1964). Впервые напечатан в московском сборнике «Фантастика—1968».
- Выше туч, выше гор, выше неба…
- Далекая песня Арктура
- Двадцать метров пустоты
- Звено в цепи
- Иду по трассе
- Икария Альфа
- Испытание
- И услышал голос
- Капли звёздного света
- Крутизна
- Летящий Орёл
- Метроном
- Невиновен
- Несколько поправок к Платону
- Памятник
- Преодоление [Космические пиастры]
- Престиж Небесной империи (в соавторстве с Р. Леонидовым). Впервые опубликован в сборнике «Эти удивительные звёзды», Баку (1966)
- Сегодня, завтра и всегда
- Суд
- Странник
- Стрельба из лука
- Только один старт (в соавторстве с Р. Леонидовым)
- Через двадцать миллиардов лет после конца света (1984). Впервые опубликован  в журнале «Уральский следопыт», № 9, 1984.

### После 1990 года

#### Романы

##### Люди Кода
Действие романа происходит в начале XXI века в Израиле. Герою романа удается расшифровать истинный код, содержащийся в тексте Ветхого завета. Этот Код оказывается не чем иным, как записанной словами программой генетической перестройки человека, поэтапного превращения человека Земли в человека Вселенского, которому открываются особые миры. Герой романа сам ставит решающий эксперимент: выделяет из текста главный Код, запускающий генетическую перестройку организма. После этого он делает следующий шаг: убеждает своего знакомого стать Мессией — иными словами, сыграть эту роль, чтобы донести Код до всего человечества. Так начинается Исход — люди Кода покидают Землю, обладая способностью к мгновенному перемещению в пространстве-времени. Процесс Исхода сопровождается острыми конфликтами как на Земле, так и на других мирах. Не всё человечество восприняло Код; в результате оно раскололось на две части — людей Кода и тех, кого не затронули генетические изменения. Человечество меняется, но сохраняются лучшие его качества — такие, например, как способность любить. Именно любовь позволяет главным героям романа преодолеть все трудности и стать основателями нового человечества.

##### Тривселенная
Роман состоит из трёх частей, действие каждой из которых разворачивается в трёх принципиально различных мирах. Первая часть романа «Ладонь дьявола» переносит читателя в Москву 2074 года. Герой романа, детектив Аркадий Винокур, работник частного сыскного агентства, расследует странную смерть ученого-биолога. Похоже, будто чья-то раскаленная ладонь коснулась лица этого человека, оставив свой отпечаток. Убийство происходит в запертой комнате, и герой романа проводит немало времени, встречаясь с сослуживцами и другими знакомыми погибшего и пытаясь обнаружить хотя бы мотив этого преступления. Во второй части романа «Та, кто ждёт» действие переносится в мир, куда попадают люди, умершие на Земле. Это Вторая Вселенная, где материя и дух играют равнозначную роль в структуре мироздания и эволюции. Любая идея может быть материализована, а равно любой материальный предмет может быть обращен в идею. Винокур ищет в этом мире единственного человека, который может прояснить ему суть его собственного предназначения, а также помочь наконец в раскрытии совершенных им на Земле преступлений.
Третья часть романа «Orbis tertis» переносит читателя во вселенную, где оказываются Винокур и девять членов его «команды» после гибели в мире-2. Третья Вселенная — мир без материи, где существуют только идеи без какого бы то ни было их материального содержания. Винокур и его друзья становятся первыми, кто создает в Третьем мире материальную твердь, небо, воду, Солнце. И только теперь, когда герои прошли три принципиально различных мира, выясняется причина происходивших событий.

##### Дорога на Элинор
Фантастический роман. У главного героя повести — известного писателя — исчезает диск с файлом рукописи его нового романа, который он должен сдать в издательство. Похититель затем возвращает диск, но оказывается, что теперь на нём записан другой роман, который и выходит в свет. Действительный автор романа, никому не известный ученый, кончает с собой в день выхода книги, которую он писал двадцать лет. Такова завязка истории, связывающей судьбы четырёх человек — писателя, ученого и его жены, а также следователя, расследующего странную смерть ученого. После многочисленных таинственных происшествий становится понятно, что все четверо на самом деле представляют собой одно многомерное разумное существо…

##### Имя твое
Фантастический роман

#### Повести
- Айзек
- В полдень за ней придут
- В пучину вод бросая мысль
- Ветви
- Все дозволено
- Высшая мера

Герой повести так определяет суть основной идеи: «В сущности человек семимерен, хотя и не подозревает об этом. И в нефиксируемых измерениях каждый связан со всеми остальными… И потому любое ваше действие здесь, в трёхмерном пространстве, совершенно неизбежно ведёт к неким действиям в остальных измерениях… Человек живёт во всех измерениях сразу, не понимая этого… Если умрет ваше трёхмерное тело, то остальные измерения не обязательно… Если отрубить несколько ног у сороконожки, остальные живут, насекомое даже и не заметит, что чего-то лишилось… Конечно, если вынуть мозг, то… Но я не уверен, что именно наш трёхмерный мозг реально управляет существом по имени человек. Может быть, то главное, что движет нами, — наш истинный разум, он в тех измерениях, которые мы не воспринимаем, а мозг — так себе, вроде передаточного центра от многомерия к трёхмерию»…
Сюжетная линия повести — борьба главного героя, живущего в Москве восьмидесятых годов XX века, с его врагом, которая происходит в нескольких измерениях его сущности. В конце концов, герой понимает, что боролся по сути с самим собой — с одной из сторон собственного «я». В нескольких измерениях он погибает, в некоторых остаётся жить, в частности, в том, где он является человеком на планете Земля.
- День последний — день первый

Герой повести — астрофизик, живущий в Москве в начале девяностых годов. Он считает себя обычным человеком, «мягкотелым интеллигентом», но однажды оказывается в ситуации, когда должен сделать выбор, касающийся существования всей Вселенной, поскольку именно он является Богом — высшим существом, создавшим 20 миллиардов лет назад нашу Вселенную. Сейчас не обладает прежней силой, он уже не всемогущ, но может с помощью Мессии совершить одно решающее действие — повернуть развитие вспять: к Началу. И попытаться все сделать заново. Решение принято, и Вселенная начинает сжиматься, а люди на Земле исчезают один за другим. Дни создания Вселенной идут вспять. Сначала день шестой — день создания человека. Когда на Земле не остается людей, наступает день пятый — день творения животных. Потом день четвёртый… Третий… Первый. Вселенная опять является хаосом, и дух Божий — дух героя повести — носится над бездной. Теперь он должен решить, какой намерен создать следующую Вселенную. Свободной от противоречий нашего мира? От тьмы и света, добра и зла?
- Грани
- Двое
- Дело об аневризме
- Дело о дурном взгляде
- Дом в викторианском стиле
- И никого, кроме...
- Завещание
- Замок для призрака
- Зелёный луч
- И никого, кроме...
- И умрем в один день…
- Каббалист

Герой повести занимается в годы перестройки исследованием предсказаний научных открытий. Одно открытие он сделал сам ещё в юношеские годы, и оно изменило всю его жизнь. Суть открытия в том, что человек приобретает способность жить одновременно в нескольких мирах: видит один мир, слышит другой, а физически тело живёт в третьем. В результате возникает сильнейший стресс, связанный с невозможностью синхронизации ощущений. Научно-фантастическая идея повести достаточно точно выражена во внутреннем монологе Петрашевского: «Я назвал эту связь третьей сигнальной системой. Первая сигнальная — наши чувства, ощущения, то, чем мы осознаем этот мир. Вторая сигнальная — речь, то, чем мы связаны с себе подобными. И третья — то, что объединяет нас, разумных, живущих во всех мыслимых и немыслимых измерениях мира. Человек не может жить без первой сигнальной системы — он будет слеп, глух, не будет осязать, обонять, останется камнем. И без второй сигнальной он тоже не проживет — без общения с себе подобными. И, конечно, без третьей — хотя общение это и проходит вне сознания. Таковы уж законы природы»…

- Лишь разумные свободны
- Маленький клоун с оранжевым носом
- Монастырь
- Куклы
- Окончательный выбор
- Острова
- Песчинка
- Пещера
- Поводырь
- По делам его…

Следователь московской милиции, расследуя трагедию, произошедшую во время пикника, приходит к выводу о существовании целой серии совершенно необъяснимых случаев, когда в Москве происходили события, не имевшие никакой причины — ни естественной, ни криминальной. В каждом случае удается лишь выявить присутствие поблизости одного и того же человека — некоего математика, сотрудника научного института. Открытие, сделанное героем повести, казалось бы, чисто математическое и к реальности не имеет отношения. На самом же деле именно это открытие позволит людям с помощью минимальных усилий изменить окружающий мир. Естественно, как и всякое открытие, его можно использовать во зло…
- Полет пяти
- Полет сокола
- Пробуждение
- Свидетель
- Удар гильотины [Человек в окне]
- Час урагана
- Чисто научная экспертиза
- Что там, за дверью?
- Шесть картин
- Зелёный луч
- Маленький клоун с оранжевым носом
- Простые числа
- Угловой дом
- Цапли
- Что скрылось во тьме
- Месть в домино

#### Рассказы
- А Бог един…
- Авраам, сын Давида
- Белая штора
- Будущее на двоих
- Ваше здоровье, господа!
- Вперед, в прошлое!
- Вперед и назад
- Второе пришествие Ноя
- Выборы
- Гадание на кофейной гуще
- Голубой Альциор (журнал «Если», июль, 2006)
- Да или нет
- Дать и взять
- Двое (журнал «Если», февраль, 2008)
- Девятый день творения
- Дойти до Шхема
- Дневник, найденный не в ванне
- Житие нефтяного монарха
- Задать вопрос
- Звёздные войны Ефима Златкина
- Из всех времен и стран
- Клуб убийц
- Козни геопатогена
- Колония
- Комиссия Амитая
- Компьютерные игры для детей среднего возраста
- Контролер
- Космическая одиссея Алекса Крепса
- Марк из рода Давида
- Мир-зеркало
- Назад, на Антарес!
- Назовите его Моше
- На следующий год — в Иерусалиме
- Не файлом единым
- Ошибка великого магистра
- Ошибка Рудольфа Шенберга
- Переход
- Письма оттуда
- Последний
- Посол
- Потомок императора
- Поражение
- Похищенные
- Приди, Ибрагим!
- Проблема наблюдателя
- Пуаро и машина времени
- Пятая сура Ирины Лещинской
- Пятикнижие Штукмана
- Рим в четырнадцать часов
- Российско-израильская война 2029 года
- Сказание о конце света
- Слишком много Иисусов
- Смеситель истории
- Страсть по Маклендеру
- Такие разные мертвецы
- Тора Соломона Кипниса
- Туда и обратно
- Тяжкое бремя абсорбции
- Убийца в белом халате
- Удар невидимки
- Человек, который спас Иисуса
- Чисто еврейское убийство
- Цианид по-турецки
- Шестая жизнь тому вперед
- Шестая жизнь тому назад
- Элфи
- Я вошёл в эту реку...
- Я помню, как убила Броша
- Я пришёл вас убить
- Я уже бывал здесь...

#### Книги

##### Фантастика и детективы
- Бремя пророка (2016, изд. СеферИсраэль)
- Ветки (2016,изд. СеферИсраэль)
- Все разумные (2002, изд. АСТ)
- Голубой Альциор (2018, изд. "Млечный Путь")
- Дорога на Элинор (2008, изд. «СеферИсраэль»; 2012, изд. «Млечный Путь»)
- Имя твое... (2012, изд. «Млечный Путь»)
- Каббалист (2013, изд. «Млечный Путь»)
- Капли звёздного света (1990, изд. «Молодая гвардия»: 2013, изд. «Млечный Путь»)
- Конечная остановка (2013, изд. «Млечный Путь»)
- Люди Кода (1997, изд. «Миры»; 2006, изд. «Амфора»; 2008, изд. «СеферИсраэль»)
- Маленький клоун с оранжевым носом (2018, изд. "Млечный Путь")
- Монастырь (2013, изд. «Млечный Путь»)
- Обратной дороги нет (2013, изд. «Млечный Путь»)
- Окончательный выбор (2013, изд. «Млечный Путь»)
- Полет пяти (2017, изд. "Млечный Путь")
- Поводырь (2014, изд. «Млечный Путь»)
- Проблема наблюдателя (2017, изд. "Млечный Путь")
- Салат из креветок с убийством (2008, изд. «СеферИсраэль»)
- Сегодня, завтра и всегда (1984, изд. «Знание»)
- Смерть под дождем (2016, изд. СеферИсраэль)
- Странные приключения Ионы Шекета (2005, изд. АСТ)
- Только один старт (в соавторстве с Р. Леонидовым, 2017, изд. "Млечный Путь")
- Тривселенная (2004, изд. ООО Широкова; 2011, изд. «Млечный Путь»)
- Убить убийцу (2016, изд. СеферИсраэль)
- Удар гильотины (2011, изд. «Млечный Путь»)
- Час урагана (2005, изд. АСТ)
- Чисто научное преступление (2018, изд. Солон-пресс)
- Чисто научное убийство (2002, изд. «Вече»)
- Что будет, то и будет (2002, изд. АСТ)
- Что там, за дверью? (2007, изд. «Форум»)
- Я вошёл в эту реку (2015, изд. "Млечный Путь")

##### Научно-популярные
- Далёкие маяки Вселенной: к 40-летию открытия пульсаров / П. Р. Эмнуэль. — Фрязино (Московская обл.): Век 2, 2007. — 284, [1] с.: ил., портр. — (Человеческий фактор). — ISBN 978-5-85099-177-7
- Загадки для знатоков: История открытия и исследования пульсаров — М.: Знание, 1988.— 192 с.
- Звёздные корабли воображения. — М.: Знание, 1988. — 64 с. — (Новое в жизни, науке, технике. Сер. «Космонавтика, астрономия»; № 2).
- Небо в рентгеновских лучах / Ред. Г. Куликов. — М.: Наука, 1984. — 224 с. — (Проблемы науки и технического прогресса). — 42 000 экз
- Релятивистская астрофизика сегодня и завтра. — Москва: Знание, 1979. — 64 с.: ил. — (Новое в жизни, науке, технике. Серия: «Космонавтика, астрономия». № 3).
- Сверхновые. — М.: Знание, 1981. — 63 с.: ил. — (Новое в жизни, науке, технике)
- Вселенные: ступени бесконечностей[укр.] (2015, изд. «Млечный Путь»)
- Как опередить время и конкурентов: используем потенциал творческой личности: курс лекций по развитию творческого воображения (РТВ) и теории решения изобретательских задач (ТРИЗ) для начинающих / Павел Амнуэль. — Москва: Солон-Пресс, 2018. — 339 с.
- Ich folge der Trasse / Deutsch von Helga Gutsche // Gut eingerichtete Planeten: Phantastische Erzählungen / Umschlag- und Einbandentwurf: Olaf Nehmzow; Herausgegeben von W.Gakow. – Berlin: Verlag Das Neue Berlin, 1984. – 308 S. —   S. 122—157.

## История с перевалом Дятлова
В 1995 году под псевдонимом Ш. Давиденко в еженедельнике «Час пик» было издано исследование причин гибели группы Дятлова под названием «Смерть на перевале», где повествование шло от имени самого странного и загадочного участника похода — Семена Золотарёва.
В 2018 году в анонсах передачи «На самом деле» было заявлено, что в выпуск 21 февраля 2018 года будет приглашён автор той публикации, и, наконец, будет раскрыта тайна — остался ли в живых хотя бы один участник экспедиции. Приглашенным в студию человеком оказался Амнуэль, который сразу заявил, что данная публикация была написана им и является научно-фантастическим рассказом. Таким образом, ещё одна версия гибели группы Дятлова оказалась мистификацией.